# De Aarde als hoofdprijs
De Aarde als hoofdprijs (Engelse titel: Solar Lottery) is een sciencefictionroman uit 1969 van de Amerikaanse schrijver Philip K. Dick. Solar Lottery was de eerste gepubliceerde roman van de schrijver in 1955.

## Synopsis
De aarde in het jaar 2203 en quizmaster Reese Verrick is de huidige machthebber. De machthebber wordt op aarde verkozen via een loterij en tegelijk met hem wordt ook een moordenaar uitgeloot die probeert deze machthebber uit de weg te ruimen, zodat deze niet te lang aan de macht blijft. Zodra deze moordenaar in zijn opzet slaagt, wordt er opnieuw geloot. Ted Benteley is in dienst van Verrick op het moment dat deze zijn macht aan een nieuwe quizmaster, Leon Cartwright, moet afgeven. Verrick beraamt een complot om zijn opvolger te elimineren, waarbij Benteley ongewild betrokken wordt. Gelijktijdig wordt er in de ruimte een poging gedaan om de tiende planeet van het zonnestelsel te herontdekken, op zoek naar John Preston, een mysterieuze cultfiguur die 150 jaar geleden verdween. Uiteindelijk doodt Cartwright zijn tegenstander Verrick en wordt Benteley tot zijn eigen verrassing aangeduid als nieuwe quizmaster.